# GLADIATOR 024 in OSAKA
GLADIATOR 024 in OSAKAは、日本の総合格闘技団体「GLADIATOR」の大会の一つ。
2023年12月9日、大阪府豊中市の176BOXで開催された。

## 大会概要
本大会には竹中大地、上久保周哉と国内バンタム級トップファイターが出場し、国際戦に臨んだ。また、メインイベントの田中有vsスタボ・ウーリッツァーのライト級次期挑戦者決定戦に加え、フェザー級の河名マストvsチハヤフル・ズッキーニョス、中川皓貴vsバットオチル・バットサイハンとフェザー級王座挑戦をめぐる戦いもマッチアップされた。

## 試合結果

### オープニングファイト
第1試合 アマチュアGLADIATOR フライ級 3分2R
○  伊藤琥太郎 vs.  辻本涼太 ×
1R 1:54 KO

### プレリミナリーファイト
第2試合 フェザー級 5分2R
○  木村柊也 vs.  田口翔太 ×
1R 1:16 KO
第3試合 ライト級 5分2R
○  八木敬志 vs.  スモーキー ×
判定3-0
第4試合 バンタム級 5分2R
○  吉田開威 vs.  フェルナンド ×
判定3-0
第5試合 バンタム級 5分2R
○  南友之輔 vs.  健太エスペランサ ×
判定3-0
第7試合 フライ級 5分2R
○  イ・スンチョル vs.  澤田政輝 ×
1R 3:46 KO

### メインカード
第8試合 フェザー級 5分3R
○  高橋孝徳 vs.  じゅん ×
2R 4:50 リアネイキドチョーク
第9試合 フライ級 5分3R
○  チェ・ドンフン vs.  久保健太 ×
3R 4:31 TKO
第10試合 フェザー級 5分3R
○  バットオチル・バットサイハン vs.  中川皓貴 ×
判定3-0
第11試合 バンタム級 5分3R
○  上久保周哉 vs.  ペ・ジョンウ ×
1R 3:48 リアネイキドチョーク
第12試合 バンタム級 5分3R
○  竹中大地 vs.  テムーレン・アルギルマー ×
1R 4:27 リアネイキドチョーク
第13試合 フェザー級 5分3R
○  河名マスト vs.  チハヤフル・ズッキーニョス ×
1R 2:35 KO
第14試合 GLADIATORライト級次期挑戦者決定戦 5分3R
○  田中有 vs.  グスタボ・ショーマン・ウーリッツァー ×
判定3-0

### ポストリミナリー
第15試合 ライト級 5分2R
○  水野翔 vs.  今村滉 ×
判定3-0
第16試合 フェザー級 5分2R
○  福山佳祐 vs.  袖裂雄貴 ×
1R 4:23 リアネイキドチョーク
第17試合 フライ級 5分2R
○  宮川日向 vs.  古賀珠楠 ×
2R 4:53 KO

### ザ・ワンTV ファイトボーナス
竹中大地 ※30万円
河名マスト ※30万円
チェ・ドンフン ※20万円
高橋孝徳 ※20万円